# Mistrovství Evropy v boxu 1991
XXIX. mistrovství Evropy v boxu proběhlo ve Göteborgu, Švédsko ve dnech 7. až 12. května 1991. Organizátorem turnaje mistrovství Evropy byla European Amateur Boxing Association (EABA).

## Československá stopa
Příprava reprezentačního výběru probíhala z velké části v Ústí nad Labem, potom v Dubnici nad Váhom a v Brně. Přípravu vedl Elenko Savov s asistenem Miroslavem Vrbou. V závěrečné nominaci zbylo nakonec 7 boxerů. Z původní nominace vypadl ve střední váze do 81 kg pro zranění marťinský Ľubomír Dubač. Místo něho jel náhradník Vojtech Rűckschlos. Nominační komise váhala ve weltrové váze mezi ústeckým Petrem Rusnákem a Alexandrem Szabó z Komárna. Nakonec se rozhodla pro Rusnáka, pro něhož hrála větší perspektiva pro reprezentaci.
Jinou kapitolou byl příprad Imricha Parlagiho. Parlagi měl pro své boxérské kvality téměř jistou nominaci na mistrovství Evropy v bantamové váze do 54 kg. V únoru při mezistátním utkání s Nizozemskem v Rotterdamu opustil v den zápasu beze slova výpravu – podle pozdějšího vyjádření si šel do krámu vyměnit dříve koupené boty za větší. Při cestě zpátky nemohl najít sportovní halu a svůj zápas zmeškal. Za nedisciplinovanost byl z přípravy vyloučen.
Šéftrenér reprezentace: Elenko Savov, trenér reprezentace: Miroslav Vrba, fyzioterapeut: Miroslav Fiedler
Na mistrovství Evropy startovalo za Československo 7 boxetů:
- −60 kg: Tibor Rafael (* 1970) z SKP Sever Ústí nad Labem
- −63,5 kg: Pavel Dostál (* 1973) z TJ Uhelné sklady Praha
- −67 kg: Peter Rusnák (* 1970) z SKP Sever Ústí nad Labem
- −71 kg: Milan Konečný (* 1959) z SKP Sever Ústí nad Labem
- −75 kg: Michal Franek (* 1967) z TJ ZŤS Martin
- −81 kg: Vojtech Rűckschlos (* 1969) z SKP Sever Ústí nad Labem
- +91 kg: Peter Hrivňák (* 1965) z SKP Sever Ústí nad Labem

## Výsledky
| Muži     | Zlato                       | Stříbro                   | Bronz                    | Bronz                      |
| -------- | --------------------------- | ------------------------- | ------------------------ | -------------------------- |
| –48 kg   | Ivajlo Marinov (BUL)        | Luigi Castiglione (ITA)   | Paul Weir (SCO)          | Pál Lakatos (HUN)          |
| –51 kg   | István Kovács (HUN)         | Mario Loch (GER)          | Daniel Petrov (BUL)      | Valentin Barbu (ROU)       |
| –54 kg   | Serafim Todorov (BUL)       | Miguel Dias (NED)         | Jimmy Mayanja (SWE)      | Andreas Tews (GER)         |
| –57 kg   | Paul Griffin (IRL)          | Fuat Gatin (URS)          | Alan Vaughan (ENG)       | Djamel Lifa (FRA)          |
| –60 kg   | Vasile Nistor (ROU)         | Ajrat Chammatov (URS)     | Marco Rudolph (GER)      | Tončo Tončev (BUL)         |
| –63,5 kg | Konstantin Czju (URS)       | Andreas Zülow (GER)       | Michele Piccirillo (ITA) | Vukašin Dobrašinović (YUG) |
| –67 kg   | Roberto Welin (SWE)         | Vladimir Jereščenko (URS) | Mujo Bajrović (YUG)      | György Mizsei (HUN)        |
| –71 kg   | Israel Akopkochjan (URS)    | Torsten Schmitz (GER)     | Jan Dydak (POL)          | Ole Klemetsen (NOR)        |
| –75 kg   | Sven Ottke (GER)            | Michal Franek (TCH)       | Alexandr Lebzjak (URS)   | Robert Buda (POL)          |
| –81 kg   | Dariusz Michalczewski (GER) | Peter Zwezerijnen (NED)   | Marcel Bereșoaie (ROU)   | Rostislav Zauličnyj (URS)  |
| –91 kg   | Arnold Vanderlyde (NED)     | Jorgos Stefanopulos (GRE) | Péter Hart (HUN)         | Jevgenij Sudakov (URS)     |
| +91 kg   | Jevgenij Belousov (URS)     | Andreas Schnieders (GER)  | Brian Nielsen (DEN)      | Svilen Rusinov (BUL)       |

## Medailová bilance
V boxu se rozdělilo celkem 12 sad medailí.
| Pořadí | Stát                 |       | Muži    | Muži  | Muži | Celkem |
| Pořadí | Stát                 | Zlato | Stříbro | Bronz |      | Celkem |
| ------ | -------------------- | ----- | ------- | ----- | ---- | ------ |
| 1.     | Sovětský svaz (URS)  |       | 3       | 3     | 3    | 9      |
| 2.     | Německo (GER)        |       | 2       | 4     | 2    | 8      |
| 3.     | Bulharsko (BUL)      |       | 2       | 0     | 3    | 5      |
| 4.     | Nizozemsko (NED)     |       | 1       | 2     | 0    | 3      |
| 5.     | Maďarsko (HUN)       |       | 1       | 0     | 3    | 4      |
| 6.     | Rumunsko (ROU)       |       | 1       | 0     | 2    | 3      |
| 7.     | Švédsko (SWE)        |       | 1       | 0     | 1    | 2      |
| 8.     | Irsko (IRL)          |       | 1       | 0     | 0    | 1      |
| 9.     | Itálie (ITA)         |       | 0       | 1     | 1    | 2      |
| 10.    | Řecko (GRE)          |       | 0       | 1     | 0    | 1      |
| 10.    | Československo (TCH) |       | 0       | 1     | 0    | 1      |
| 12.    | Jugoslávie (YUG)     |       | 0       | 0     | 2    | 2      |
| 12.    | Polsko (POL)         |       | 0       | 0     | 2    | 2      |
| 14.    | Skotsko (SCO)        |       | 0       | 0     | 1    | 1      |
| 14.    | Anglie (ENG)         |       | 0       | 0     | 1    | 1      |
| 14.    | Dánsko (DEN)         |       | 0       | 0     | 1    | 1      |
| 14.    | Francie (FRA)        |       | 0       | 0     | 1    | 1      |
| 14.    | Norsko (NOR)         |       | 0       | 0     | 1    | 1      |
| Celkem | Celkem               |       | 12      | 12    | 24   | 48     |